# Котлярова, Ольга Геннадиевна
Ольга Геннадиевна Котлярова (1937—2012) — доктор сельскохозяйственных наук (1987), профессор (1996), академик РАСХН (1999), лауреат Государственной премии РФ в области науки и техники (2000), заслуженный деятель науки РФ (1998).

## Биография
Родилась в Никифоровском районе (ныне — Тамбовской области) 27 июля 1937 года.
По окончании в 1959 году Воронежского сельскохозяйственного института навсегда связала свою жизнь с аграрной наукой и педагогикой. Работала в научно-исследовательских учреждениях, преподавала в различных вузах, а с 1991 года — в Белгородском сельскохозяйственном институте. Её научные исследования, начиная уже с 1964 года, базировались на комплексном подходе к борьбе с эрозией почв и засухой, повышению экологической устойчивости агроландшафтов как части биосферы, использовании естественных законов природы в земледелии.

## Достижения
Опубликовала более 260 научных работ, в том числе 10 монографий.

Подготовила 28 кандидатов и 4 докторов наук.
Является одним из разработчиков ступенчатой и комбинированной вспашки; контурно-прямолинейной, контурно-параллельной и контурно-буферной систем противоэрозионной организации территории; дифференцированного размещения севооборотов в зависимости от степени смытости почв и интенсивности их использования; ландшафтных систем земледелия в Грибановском р-не Воронежской и Красногвардейском р-не Белгородской обл.

## Награды и звания
- медаль «За доблестный труд. В ознаменование 100-летия со дня рождения Владимира Ильича Ленина» (1970)
- медаль «За заслуги перед землей Белгородской» (2002)
- медаль ордена «За заслуги перед Отечеством» II степени (2006)
- медаль «Прохоровское поле — Третье ратное поле России» III степени (2006)
- медаль «50 лет освоения целинных земель» (2007)
- медаль «За вклад в развитие агропромышленного комплекса России» (2009)
- медаль «Почетный агрохимик» (2010)

## Научные работы
- Гуленко, Котлярова. Особенности почвозащитных технологий возделывания зерновых культур на склоновых землях. — Агропромиздат, 1989. — 52 с.
- Почвозащитная система в интенсивном земледелии Центрально-Чернозёмной зоны. — Воронеж: Центрально-Чернозёмное книжное издательство, 1990. — 267 с.
- Каменная Степь: лесоаграрные ландшафты. — Воронеж: Изд-во Воронежского ун-та, 1992. — 224 с.
- Ландшафтное земледелие в Центрально-Чернозёмной зоне. — 1995. — 290 с.